# Giovanni Malagodi

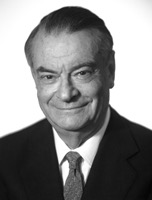
Giovanni Malagodi (etwa 1983)

Giovanni Francesco Malagodi (* 12. Oktober 1904 in London; † 17. April 1991 in Rom) war ein italienischer Politiker der Partito Liberale Italiano (PLI) sowie langjähriger Präsident der Liberalen Internationale.

## Leben

### Abgeordneter sowie Generalsekretär und Vorsitzender der PLI
Malagodi studierte nach dem Schulbesuch Rechtswissenschaft und war nach dem Abschluss (Laurea) als Wirtschaftsmanager tätig.
Auf dem Parteikongress der PLI im Januar 1953 wurde ein Wirtschaftsprogramm verabschiedet, dass maßgeblich von Malagodi erarbeitet worden war und sich als konträr zu den sozialreformistischen Ansätzen Nicolò Carandinis erwies. Beide kandidierten in Mailand für die Wahlen im Juni 1953, doch während Carandini ein Mandat nur um wenige Stimmen verfehlte, wurde Malagodi zum Mitglied in die Camera dei deputati (Abgeordnetenkammer) gewählt und vertrat in dieser bis Juni 1979 den Wahlkreis Mailand. Auch im Parlament befasste er sich mit Wirtschaftsfragen und war zwischen Oktober 1953 und Juni 1958 Vizevorsitzender der Parlamentarischen Beratungskommission für die Einführung neuer Steuern.
Zugleich wurde er als Nachfolger von Bruno Villabruna 1954 Generalsekretär der PLI und bekleidete dieses Amt 18 Jahre lang bis 1972. Kurz darauf engagierte er sich auch für das 1955 von Jean Monnet initiierte Aktionskomitee für die Vereinigten Staaten von Europa. 1958 wurde er als Nachfolger von Roger Motz auch Präsident der Liberalen Internationale und hatte diese Funktion bis 1966 inne. Im Mai 1961 wurde er zusätzlich Vorsitzender der Fraktion der PLI in der Abgeordnetenkammer und behielt diese Funktion bis Januar 1971.
1972 wurde er zum Vorsitzenden der PLI und damit zum Nachfolger von Vittorio Badini Confalonieri gewählt. Das Amt des Vorsitzenden der PLI bekleidete er bis 1980.

### Minister und Senatspräsident
Ministerpräsident Giulio Andreotti berief ihn am 26. Juni 1972 zum Schatzminister in dessen zweites Kabinett, dem er bis zum 7. Juli 1973 angehörte.
Nach seinem Ausscheiden aus der Abgeordnetenkammer wurde er am 20. Juni 1979 zum Mitglied in den Senato della Repubblica (Senat) gewählt und gehörte diesem bis zu seinem Tode an. Er war dort zwischen Juni 1979 und Juni 1983 Vizevorsitzender  und danach bis Oktober 1983 Vorsitzender der Fraktion Misto, die aus PLI, Partito Radicale, Südtiroler Volkspartei (SVP), Union Valdôtaine sowie unabhängigen Senatoren bestand.
Zwischen 1982 und 1989 war er erneut Präsident der Liberalen Internationale. Malagodi war zudem von Oktober 1983 bis Oktober 1985 Fraktionsvorsitzender der PLI im Senat, nachdem die PLI sich aus der Fraktion Misto herauslöste.
Am 22. April 1987 wurde er als Nachfolger von Amintore Fanfani schließlich Senatspräsident, hatte dieses Amt aber lediglich wenige Wochen bis zum 1. Juli 1987 inne. Mit fast 83 Jahren bei seinem Amtsantritt wurde er damit der bisher älteste Senatspräsident Italiens.